# Béchir Jlassi
Béchir Jlassi (arabe : بشير جلاصي), né le 8 mai 1954, est un boxeur tunisien.

## Carrière
Évoluant dans la catégorie des poids légers, Béchir Jlassi est médaillé d'or aux championnats d'Afrique 1974 à Kampala ainsi qu'aux Boxe aux Jeux méditerranéens de 1975 à Alger. En raison du boycott des pays africains aux Jeux olympiques d'été de 1976 à Montréal, il doit déclarer forfait alors qu'il devait affronter au deuxième tour le Grec Georgios Agrimanakis (en).